# Mühlgraben (Salzach)
Der Mühlgraben (auch Mühlbach genannt) ist ein 3,7 Kilometer langer Bach, der zwischen den Orten Ölbronn und Maulbronn im baden-württembergischen Enzkreis entsteht und von links in die Salzach mündet.

## Name
Die Bezeichnungen Mühlbach bzw. Mühlgraben tauchen erstmals in den Jahren 1711 bzw. 1717 in den historischen Aufzeichnungen auf. Ältere Dokumente aus dem 16. Jahrhundert verwenden hingegen andere Namen wie Metbach (1512), Mettenbach (1562) oder Möhelach (1556). Im 18. Jahrhundert wandelten sich diese Bezeichnungen zu Formen wie Mehbach, Möhbach oder Mehlbach. Eine angrenzende Flur trägt bis heute den Namen Mehbach.
Für das Jahr 1763 ist der Name Sulzbächlein belegt, während im Volksmund das Gewässer auch als Münzbach bekannt ist.
Der Name Mettenbach kann als „(am, zum) mittleren Bach“ gedeutet werden und wurde mit der Zeit in Mühlbach umgedeutet.

## Geographie

### Verlauf
Der Mühlgraben entsteht etwa 250 m nördlich des Bahnhofs Maulbronn West und rund 150 m östlich der Siedlung Ölbronn-Erlen auf einer Höhe von etwa 260 m ü. NHN. Darüber hinaus gibt es unbeständige Quellbäche im östlich gelegenen Sulzwald.
Der Mühlgraben fließt zunächst in westlicher Richtung und verläuft unterirdisch durch die Siedlung Erlen. Kurz danach passiert er einen kleinen, namenlosen Teich mit einer Fläche von weniger als 950 m². Anschließend setzt er seinen Lauf im Tal zwischen dem Eichelberg und dem Elfinger Wald/Aschberg fort. Etwa 1,3 km hinter Ölbronn-Erlen kreuzt er die Landstraße 611 zwischen Ölbronn und Maulbronn und kurz darauf die Bahnstrecke Westbahn. Der Bach verläuft fast parallel zur Bahnstrecke auf deren rechter Seite, bis er nördlich des Orts Ölbronn vorbeifließt.
Rund 700 m vor seiner Mündung nimmt der Mühlgraben den Büllstrichgraben von links auf. In diesem Bereich trägt die Flur auf der rechten Seite den Namen Mehbach oder Mähbach.
Nach einer Fließstrecke von etwa 3,7 km mündet der Mühlgraben rund 150 m südlich von Kleinvillars auf einer Höhe von etwa 217 m ü. NHN von links in die Salzach. Etwa 60 m flussaufwärts der Salzach befindet sich die Lerchenmühle.

### Einzugsgebiet
Das Einzugsgebiet des Mühlgrabens erstreckt sich über eine Fläche von etwa 8,8 km² und gehört naturräumlich zum Kraichgau. Es umfasst das gesamte Dorf Ölbronn sowie Teile von Bauschlott und ist mit über sechs Kilometern Länge auffallend in Ost-West-Richtung ausgedehnt.
Der höchste Punkt des Einzugsgebiets liegt mit nahezu 350 m ü. NHN auf dem Eichelberg, südöstlich von Ölbronn. Die südliche Grenze des Gebiets beginnt in Bauschlott, verläuft über den Eichelberg und reicht bis kurz vor die Eppinger Linie. Das Gebiet südlich dieser Grenze entwässert in den Erlenbach, der in die Enz mündet. Im Osten grenzt das Einzugsgebiet nahe der Eppinger Linie an den Schmiebach, einen weiteren Zufluss der Enz. Die nördliche Grenze folgt im Osten der Bundesstraße 35 und zieht sich dann auf den Aschberg hinauf, der mit etwa 333 m ü. NHN die zweithöchste Erhebung darstellt. Nördlich dieser Linie entwässert das Gebiet in die Salzach. Am Osthang der östlichen Wasserscheide fließt das Wasser in den Hungergraben, ebenfalls einem Nebenfluss der Salzach.
Rund 3,5 km² des Einzugsgebiets sind bewaldet, was etwa 40 % der Gesamtfläche ausmacht. Der Großteil dieses Waldbestands liegt im östlichen Bereich des Gebiets und umfasst den Sulzwald (1,7 km²), Elfinger Wald (0,3 km²) und den Eichelberg (1 km²). Der Rest der Fläche besteht überwiegend aus Ackerland und Wiesen.

### LUBW
Amtliche Online-Gewässerkarte mit passendem Ausschnitt und den hier benutzten Layern: Lauf und Einzugsgebiet des Mühlgrabens

Allgemeiner Einstieg ohne Voreinstellungen und Layer: Daten- und Kartendienst der Landesanstalt für Umwelt Baden-Württemberg (LUBW) (Hinweise)
1. ↑  Länge nach dem Layer Gewässernetz (AWGN).
2. ↑  Einzugsgebiet nach dem Layer Basiseinzugsgebiet (AWGN).
3. ↑  Höhe nach dem Höhenlinienbild auf dem Hintergrundlayer Topographische Karte.
4. ↑  abgemessen auf dem Hintergrundlayer Topographische Karte.

### Andere Belege
1. ↑  Friedrich Huttenlocher, Hansjörg Dongus: Geographische Landesaufnahme: Die naturräumlichen Einheiten auf Blatt 170 Stuttgart. Bundesanstalt für Landeskunde, Bad Godesberg 1949, überarbeitet 1967. → Online-Karte (PDF; 4,0 MB)
2. ↑  Modellierte Werte nach Abfluss-BW Gewässerknoten MQ/MNQ
3. ↑  Johannes Haßpacher: Ein Dorf an der Grenze - Die Chronik von Ölbronn: mit Beiträgen zur Geschichte der Waldenser sowie der Orte Kleinvillars, Mulinhusen und Dürrn. Pforzheim 1982, S. 66.
4. ↑  Willy Bickel: Der Saalbach und seine Zuflüsse. Beitrag zur Flußnamensforschung des Kraichgaus. In: Fritz Herzer (Hrsg.): Bruchsaler Heimatgeschichte. Bruchsal 1955, S. 207.
5. ↑  Albrecht Greule: Deutsches Gewässernamenbuch. Walter de Gruyter, Berlin / Boston 2014, ISBN 978-3-11-057891-1, S. 348, „Metten-Bach“ (Auszug in der Google-Buchsuche).